# Čejkovice u Znojma
Čejkovice (deutsch Schakwitz) ist eine Gemeinde in Tschechien. Sie liegt 18 Kilometer östlich von Znojmo und gehört zum Okres Znojmo.

## Geographie

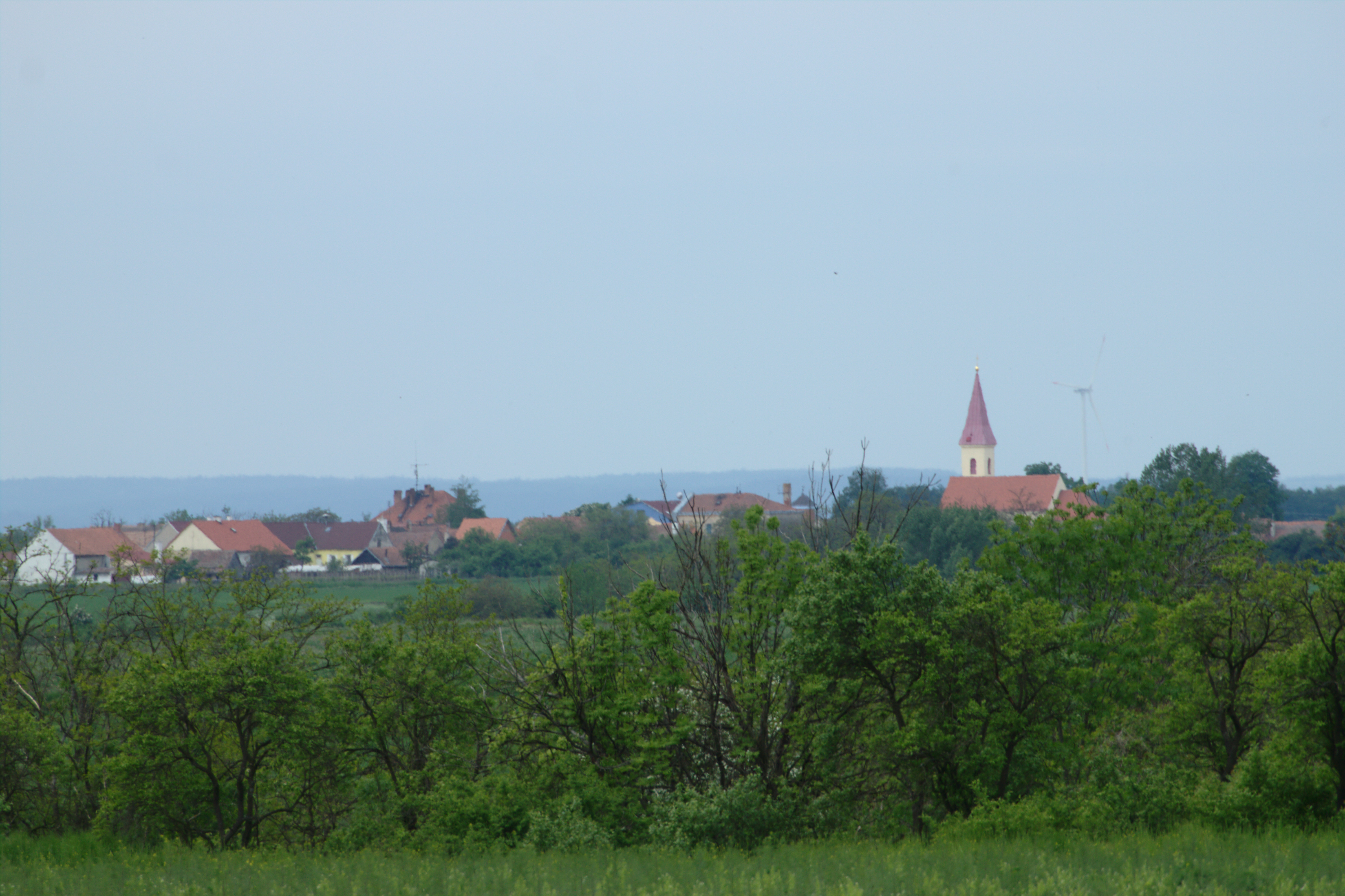
Ortsansicht

Čejkovice befindet sich rechtsseitig über der Quellmulde des Baches Čejkovický potok am Fuße der Miroslavská hrásť (Mißlitzer Horst). Der Ort ist aus zwei ehemals eigenständigen Dörfern zusammengewachsen; der südlich der Hauptstraße gelegene Teil ist Heřmanov. Im Norden erhebt sich der Kamenec (Alaunberg, 253 m.n.m.). Nördlich von Čejkovice verläuft die Staatsstraße I/53 zwischen Lechovice und Pohořelice, östlich die II/397 zwischen Hostěradice und Jaroslavice.
Nachbarorte sind Hostěradice und Václavov im Norden, Kašenec im Nordosten, Mackovice und Břežany im Osten, Pravice im Südosten, Kolonie u Dvora und Mlýnské Domky im Süden, Borotice im Südwesten, Lechovice und Práče im Westen sowie Stošíkovice na Louce, Mšice und Oleksovice im Nordwesten.

## Geschichte
Die erste Erwähnung von Chaikowicz erfolgte 1190 im Zuge der Gründung der Abtei Bruck; das zwischen Hosterlitz und Olkowitz am Skalitzer Bach gelegene Dorf gehörte zum geistlichen Sprengel der Abtei, im klösterlichen Besitz befand sich jedoch nur ein geringer Anteil. Den überwiegenden Teil besaß die örtliche Vladikenfamilie, die ihren Sitz auf einer Feste hatte. Die Dotationsurkunde der Abtei ist nicht erhalten, ihr Inhalt nur aus späteren Bestätigungen bekannt.
Am 1. Juli 1284 wurde Schenkwicz in einem Zehntverzeichnis des Olmützer Bischofs Theoderich von Neuhaus für die unter dem Patronat der Abtei Bruck stehenden Pfarreien aufgeführt; zu dieser war das Dorf nach Olkowitz eingepfarrt. 1314 wurde Wictinus de Schenkwitz als Besitzer genannt. Im Jahre 1337 wurde Schengwicz als Lehen mit Burgrecht bezeichnet. Zu dieser Zeit erwarben die Herren von Leipa das Gut. Bei der Erbteilung zwischen Heinrich, Pertolt und Czesniek von Leipa fiel das Gut Schengwicz 1346 zusammen mit Hosterlitz und Krumlov Pertolt von Leipa zu, der das Gut samt Weinberg und Zubehör am 10. Dezember desselben Jahres seiner Frau Agnes Berka von Duba und Leipa überschrieb. Markgraf Karl bestätigte am 6. Juni 1348 den Besitz der Abtei Bruck, darunter auch den Anteil von Schenkwitz. Beim Pestausbruch von 1349 verstarben fast alle Bewohner. Im Jahre 1360 gehörte ein anderer Anteil des Dorfes den Brüdern Ingram, Philipp und Seifried von Jakubow, die darauf 1365 Einkünfte als Morgengabe an Ingrams Frau überschrieben. Die Abtei verkaufte drei Huben an Wilhelm und Erhart von Schenckwitz. Prokop Schenkwiczer nahm 1398 seinen Verwandten Konrad de Schencwicz in Gemeinschaft auf seine Güter auf. Im Jahre 1418 besaß Bernhard von Schenckwitz einen Teil des Dorfes Moskowitz. Nachdem 1434 der verbliebene Anteil der Abtei von der Aufspiegelung des Schenkwitzer Teiches betroffen war, glich Pertolt von Duba und Leipa den entstandenen Schaden mit dem Zehnt von Wainitz aus. Im Jahre 1531 wurde Schenkwitz als fast verödet bezeichnet. Ein halbes Jahrhundert später war das Dorf neu besiedelt, 1584 war Johann d. Ä. Okrauhlitzky von Knönic der Grundherr. Während des Dreißigjährigen Krieges wurde Schankwitz verwüstet und erlosch. Auf der Wüstung befindet sich heute der Oleksovický rybník.
Im Jahre 1711 ließ die Abtei Bruck das Dorf Schackwitz ca. fünf Kilometer südlich von der alten Dorfstelle auf den zum Klostergut Lechwitz gehörigen Ländereien in der Nähe eines Klosterhofes neu anlegen. Das als Straßenangerdorf gegründete neue Dorf erhielt 312 ha Fläche und wurde nach Groß Olkowitz eingepfarrt. Das Dorf bestand zu dieser Zeit aus 18 Anwesen, davon 15 Gehöfte mit 100 Metzen und drei Häusler mit sechs Metzen. Die Gehöfte konnten nur ungeteilt vererbt werden. Ein Großteil der jungen Leute zog deshalb in die Städte, zumeist nach Wien.
Seit 1749 war der Ortsname Schakwitz gebräuchlich. Im Jahre 1779 ließ die Abtei die Kapelle Maria Schnee errichten. Nach der Aufhebung des Stiftes Klosterbruck fiel das Gut Lechwitz im Jahre 1784 dem Religionsfonds zu. Im Zuge der Raabisation wurde 1788 auf parzellierten Fluren des aufgehobenen Brucker Klosterhofes – unmittelbar südwestlich von Schakwitz – das Dorf Hermannsdorf gegründet. Schakwitz bestand 1793 aus 24 Häusern und hatte 163 Einwohner. Im Jahre 1800 entstand eine gemeinsame Schule für Schakwitz und Hermannsdorf. Am 31. Mai 1824 verkaufte die mährisch-schlesische Staatsgüteradministration das Gut Lechwitz an Joseph Lang aus Wien. 1829 wurde ein neues Schulhaus errichtet.
Im Jahre 1835 bestand das im Znaimer Kreis gelegene Dorf Schakwitz aus 33 Häusern, in denen 193 Personen lebten. Haupterwerbsquelle bildete der Ackerbau. Im Ort gab es die Kapelle Maria Schnee und ein Wirtshaus. Pfarrort war Groß Olkowitz. Bis zur Mitte des 19. Jahrhunderts blieb Schakwitz dem Allodialgut Lechwitz untertänig.
Nach der Aufhebung der Patrimonialherrschaften bildete Schakwitz / Šakvice ab 1849 einen  Ortsteil der Gemeinde Groß Olkowitz im Gerichtsbezirk Znaim. Die Kapelle wurde 1853 erweitert. 1867 entstand die Gemeinde Schakwitz. Seit 1867 war auch den Besitzern der Häuslerstellen ein Landerwerb möglich. Ab 1869 gehörte die Gemeinde zum Bezirk Znaim; zu dieser Zeit hatte Schakwitz 195 Einwohner und bestand aus 33 Häusern. 1888 wurde nördlich von Schakwitz ein gemeinschaftlicher Friedhof für Schakwitz und Hermannsdorf angelegt. Ein Jahr später erfolgte eine Erweiterung der Schule. Im Jahre 1890 hatte Schakwitz 232 Einwohner und bestand aus 46 Häusern, zehn Jahre später lebten in der Gemeinde 225 deutschsprachige Katholiken. In den Jahren 1910 und 1911 entstand an der Stelle der Kapelle eine Kirche. 1914 nahm eine zweiklassige Schule den Unterricht auf. Beim Zensus von 1921 lebten in den 54 Häusern von Schakwitz 272 Personen, darunter 269 Deutsche. Der tschechische Ortsname wurde 1924 in Čajkovice geändert. 1930 war Schakwitz auf 71 Häuser angewachsen und hatte 307 Einwohner. Nach dem Münchner Abkommen wurde die Gemeinde 1938 dem Großdeutschen Reich zugeschlagen und gehörte bis 1945 zum Kreis Znaim. Im Jahre 1939 wurden Schakwitz und Hermannsdorf zu einer Gemeinde Hermannsdorf-Schakwitz zusammengeschlossen, in der 552 Personen lebten. Die Elektrifizierung des Dorfes erfolgte 1940. Nach dem Kriegsende kam die Gemeinde zur Tschechoslowakei zurück; zugleich erfolgte die Wiederherstellung der alten Verwaltungsstrukturen. Alle deutschsprachigen Bewohner wurden am 12. August 1945 nach Österreich vertrieben; die neuen Siedler waren Mährer aus der Kopanice, hauptsächlich stammten sie aus Žítková und Starý Hrozenkov.
1948 wurden Čajkovice und Heřmanov erneut zu einer Gemeinde fusioniert; dabei erfolgte auch die Vereinigung beider Kataster. Wenig später wurde der Gemeindename in Čejkovice geändert. Im Jahre 1950 hatte die Gemeinde Čejkovice 349 Einwohner. In den 1950er Jahren erfolgte in der Gemeinde der Abbruch zahlreicher Häuser, dadurch sank die Häuserzahl von 140 auf 90. Im Zuge der Gebietsreform von 1960 verlor Heřmanov den Status eines Ortsteils. Im Rahmen der Aktion Z entstand in den 1960er Jahren ein Feuerlöschteich, der nach einer Umgestaltung in den 1970er Jahren auch als Badestelle genutzt wurde. 1978 wurde die Schule geschlossen, 1983 auch der Kindergarten. Der Unterricht und die Kinderbetreuung erfolgten fortan in Božice. Zwischen 1980 und 1990 war Čejkovice nach Božice eingemeindet. 1998 beging die Gemeinde ihre 750-Jahr-Feier, die dem zugrundeliegende Urkunde stammt jedoch von 1284. Beim Zensus von 2001 lebten in den 86 Häusern der Gemeinde 212 Personen. Seit 2010 führt Čejkovice ein Wappen und Banner.

## Gemeindegliederung
Für die Gemeinde Čejkovice sind keine Ortsteile ausgewiesen. Čejkovice besteht aus den Ortslagen Čejkovice (Schakwitz) und Heřmanov (Hermannsdorf).

## Sehenswürdigkeiten

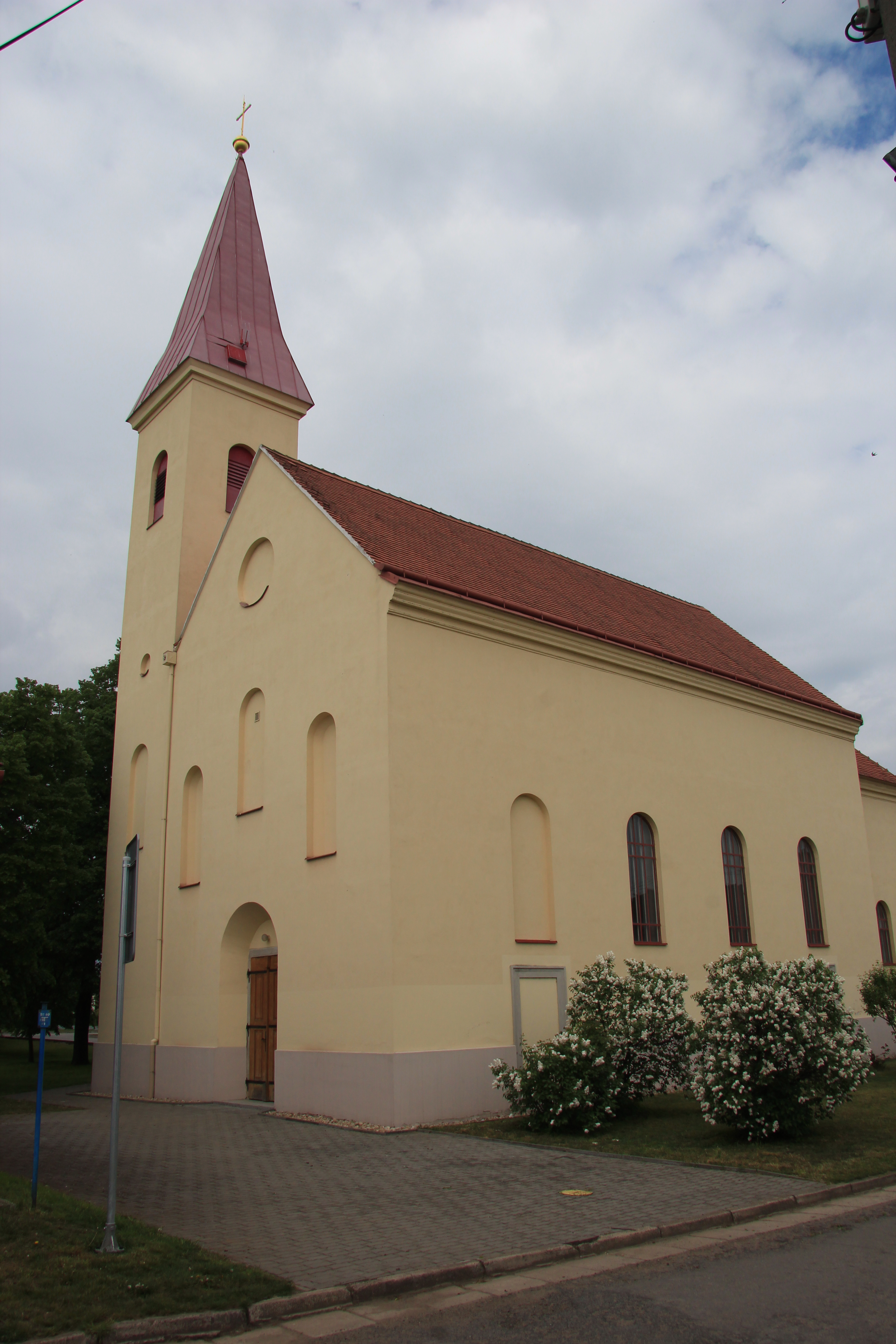
Kirche Maria Schnee

- Kirche Maria Schnee, erbaut 1910–1911 an der Stelle einer Kapelle. Die Bauausführung erfolgte durch Moritz Ambros aus Mühlfraun.
- Mehrere Wegkreuze